# Cherveix-Cubas
Cherveix-Cubas (okzitanisch Charvés e Cubas) ist eine aus drei ehemals selbständigen Orten und einigen Einzelgehöften bestehende französische Gemeinde mit 555 Einwohnern (Stand: 1. Januar 2022) im Département Dordogne in der Region Nouvelle-Aquitaine. Sie gehört zum Arrondissement Nontron (bis 2017: Arrondissement Périgueux) und zum Kanton Isle-Loue-Auvézère.

## Lage und Klima
Die Gemeinde Cherveix-Cubas liegt etwa 38 km nordöstlich von Périgueux bzw. ca. 70 km südlich von Limoges am Flüsschen Auvézère in einer Höhe von ca. 150 m. Das Klima ist gemäßigt; Regen (ca. 910 mm/Jahr) fällt nahezu ganzjährig.

## Geschichte
Die Orte waren bereits im Mittelalter besiedelt.

### Bevölkerungsentwicklung
| Jahr      | 1800 | 1851 | 1901 | 1954 | 1999 | 2019 |
| Einwohner | 381  | 1333 | 1205 | 831  | 600  | 554  |

Die Orte Cherveix, Cubas und Saint-Martial-Laborie wurden im Jahr 1829 zusammengelegt. Der bis zur Jahrtausendwende anhaltende Bevölkerungsrückgang ist im Wesentlichen auf die Mechanisierung der Landwirtschaft und die Aufgabe von bäuerlichen Kleinbetrieben zurückzuführen.

## Wirtschaft
Die Gemeinde ist immer noch in hohem Maße landwirtschaftlich orientiert, wobei auch die Viehzucht eine gewisse Rolle spielt. In den Dörfern haben sich Handwerker und Kleindienstleister angesiedelt.

## Sehenswürdigkeiten
- Die Gründung der romanischen Kirche Saint-Martial-Laborie wird den örtlichen Grundherrn (seigneurs) oder aber dem Templerorden (später Malteserorden) zugeschrieben. Der einschiffige und nahezu fensterlose Kirchenbau verfügt über eine Apsis und einen Vierungsturm hat einen gewissen Wehrcharakter; er ist seit 1974 als Monument historique anerkannt.[1]
- Die Kirche Saint-Roch in Cherveix stammt aus dem 19. Jahrhundert. Der Turm wurde am 1. Juli 2014 vom Blitz getroffen, wodurch einige Steine zu Boden fielen.
- Die ursprünglich romanische Kirche von Cubas stürzte im Jahr 1836 ein und wurde anschließend in leicht veränderter Form, aber mit Bruchsteinen wieder aufgebaut.
- Eine Totenlaterne mit rundem Querschnitt stammt aus dem 13. Jahrhundert; sie ist seit dem Jahr 1939 als Monument historique anerkannt.[2]
- Das in Teilen spätmittelalterliche Herrenhaus Le Temple de l’Eau erlebte spätere Umbauten. Das Gelände gehörte ursprünglich dem Templerorden. Der Bau ist seit dem Jahr 1975 als Monument historique anerkannt.[3]

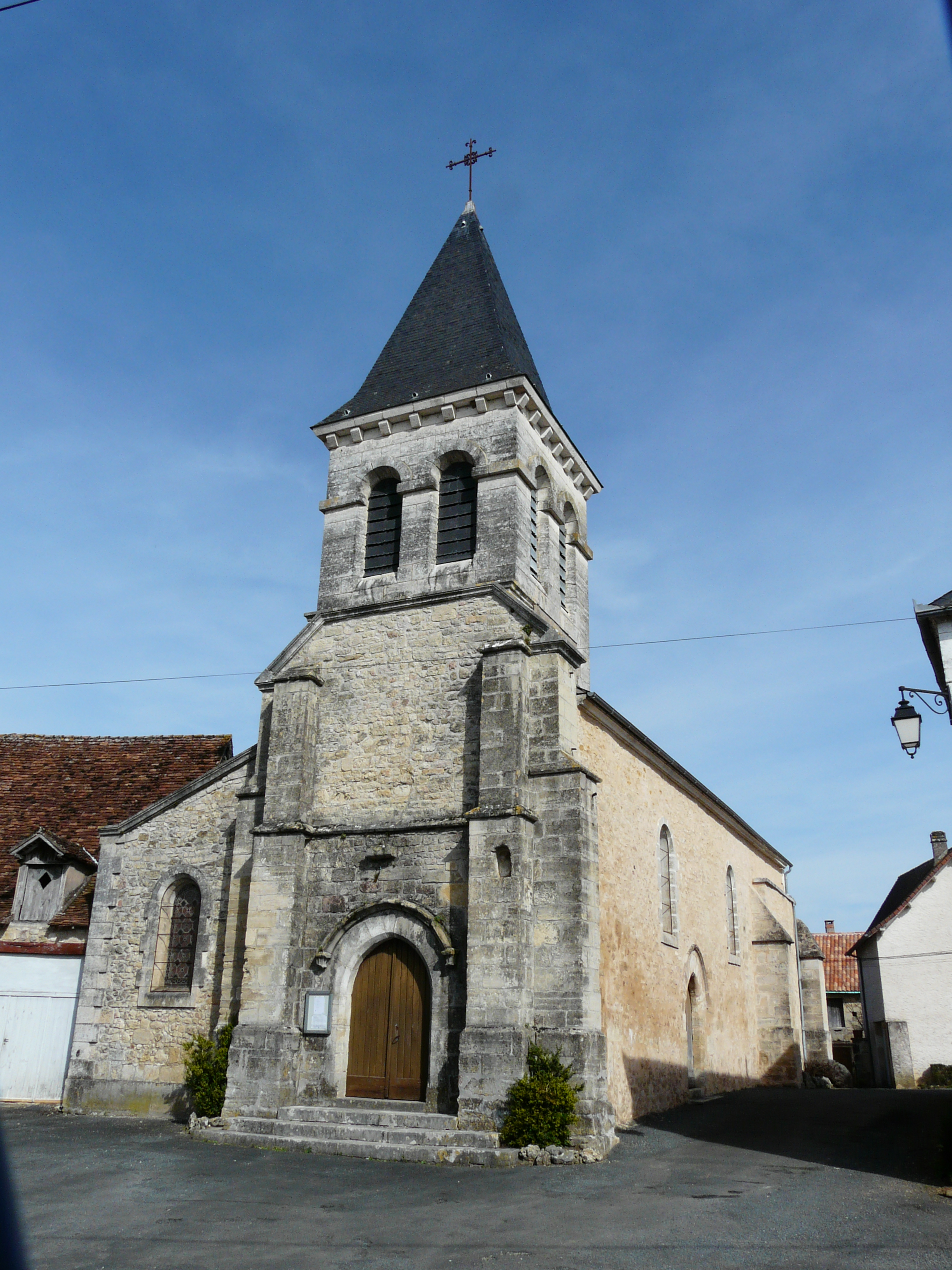
Kirche Saint-Roch
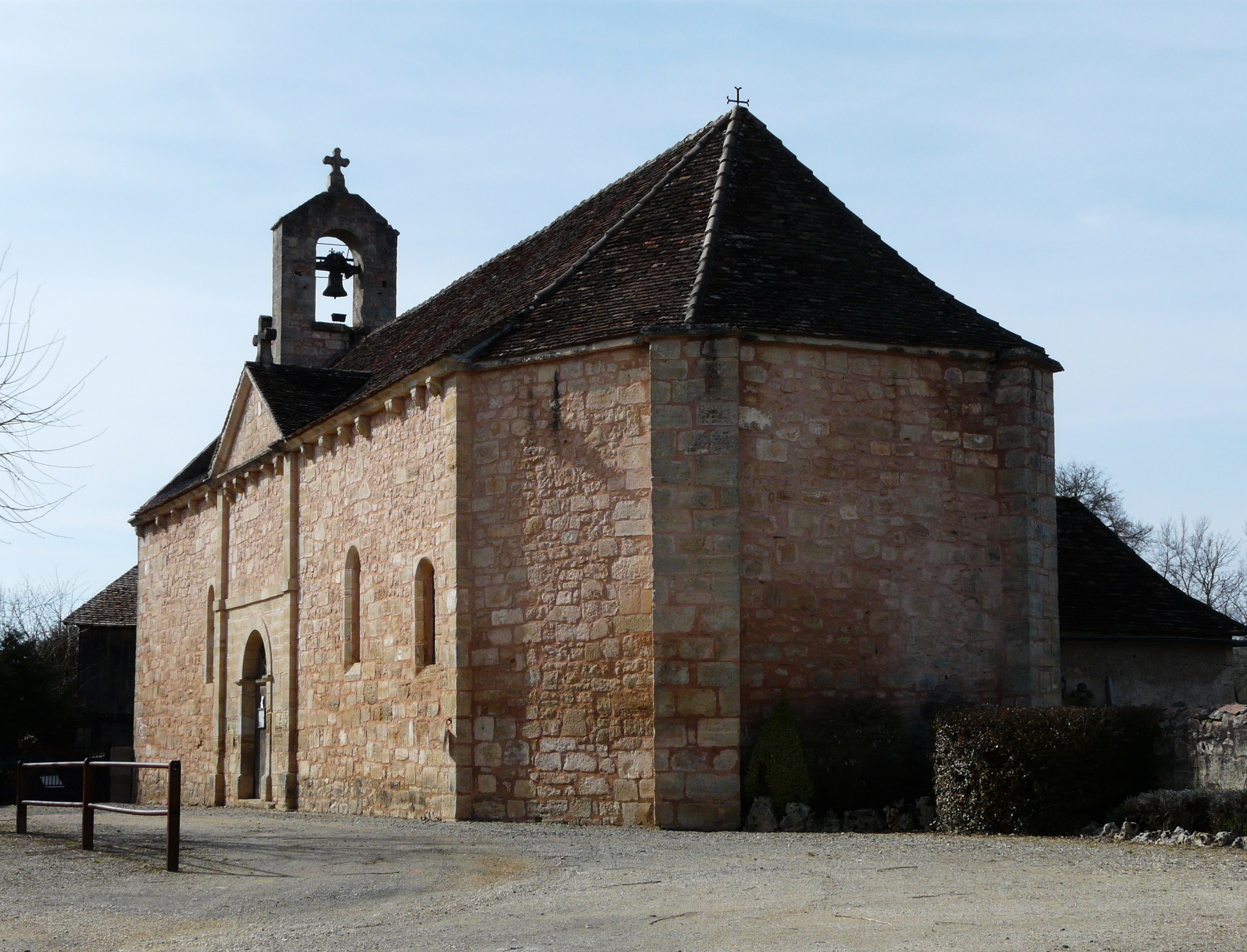
Kirche von Cubas
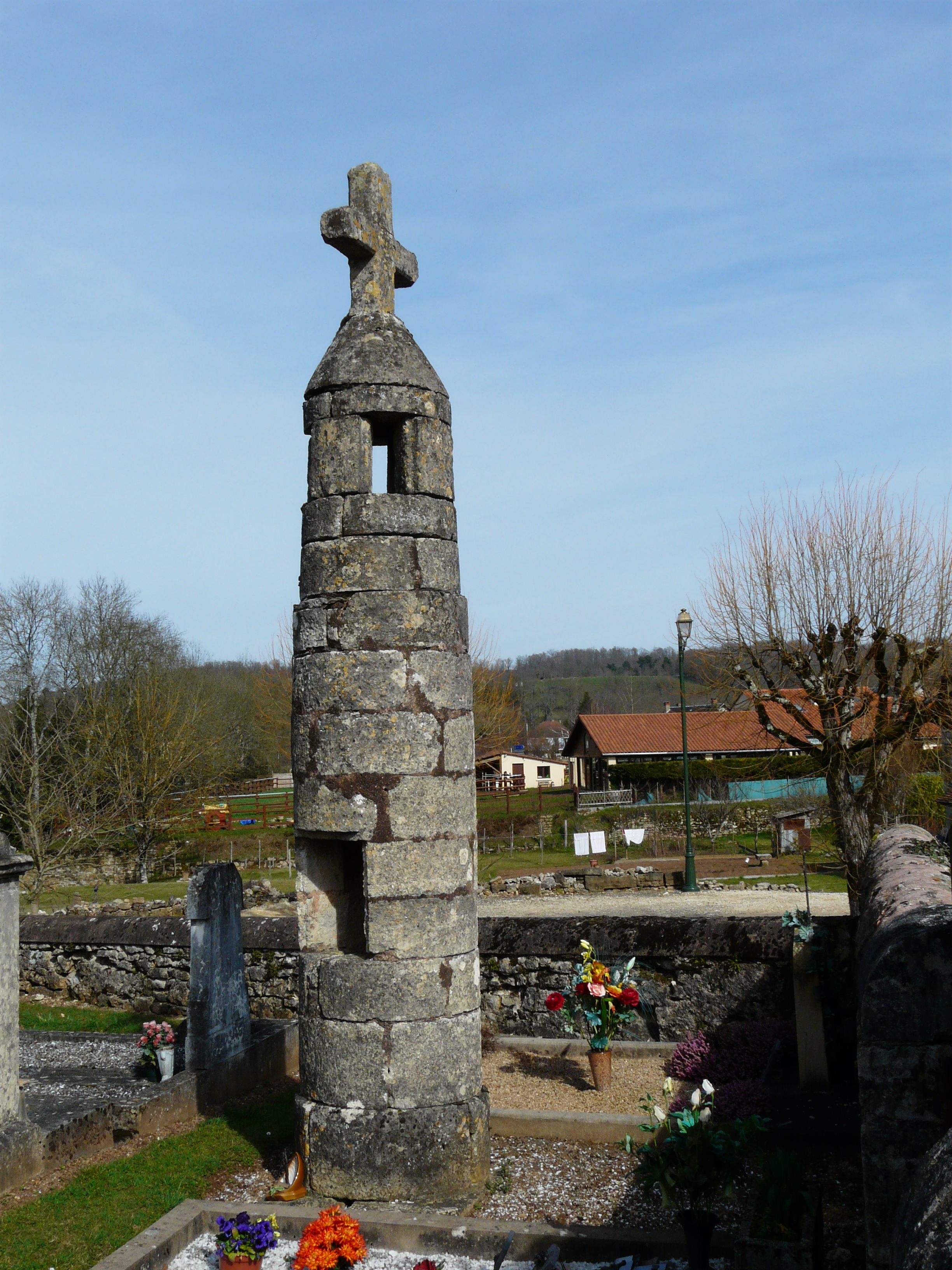
Totenlaterne
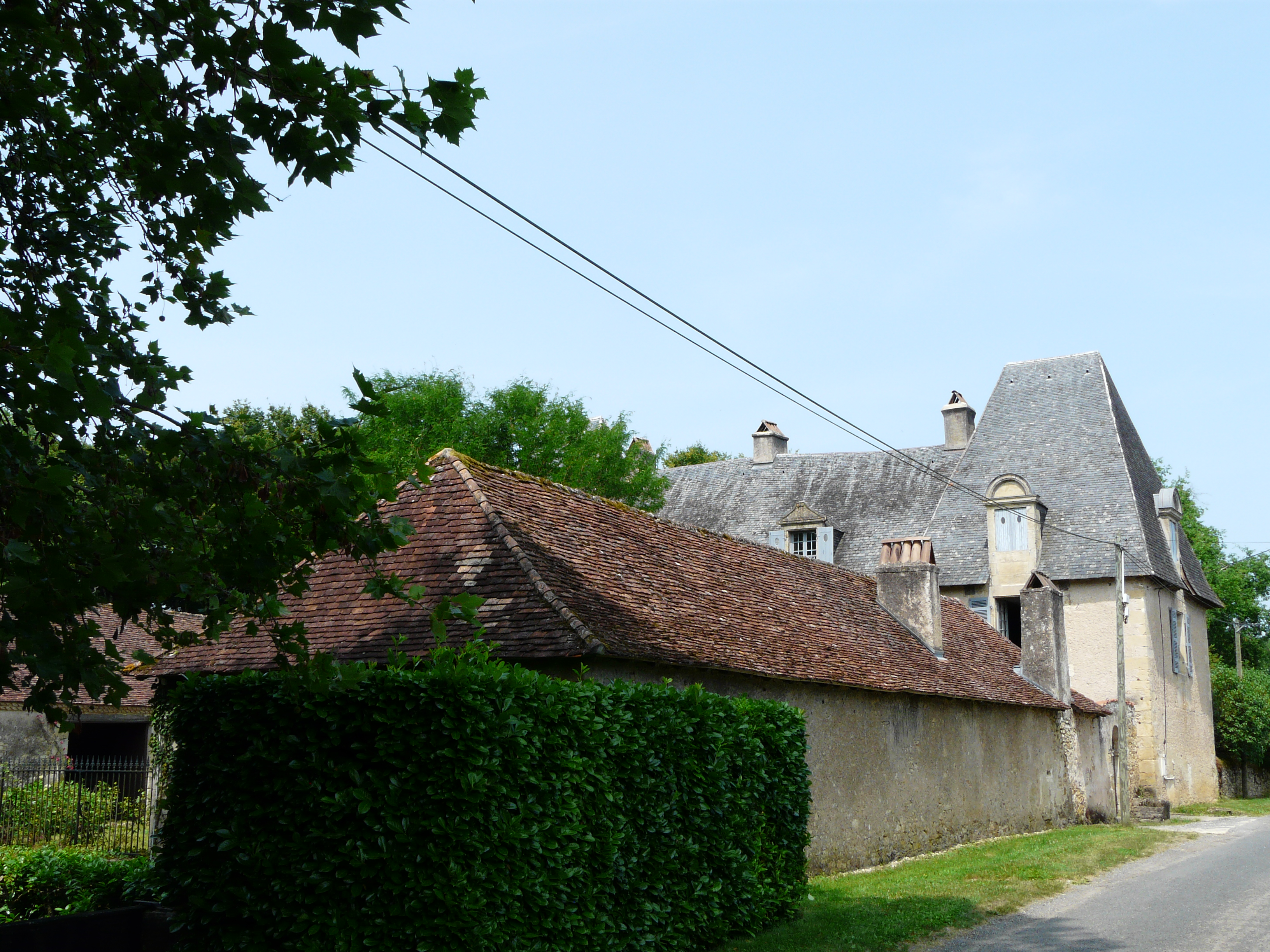
Herrenhaus Le Temple de l’Eau